# 许孟容
许孟容（8世纪?—818年），字公范，京兆万年县（在今陕西省西安市境）人。唐朝官员。
父许鸣谦。进士出身，中明经科，调任校书郎。贞元四年（788年），徐州節度使張建封闢為從事，四遷侍御史。唐德宗用为礼部员外郎，再迁给事中。元和年間，由太常卿轉尚书左丞。後官兵部侍郎，再為河南尹。元和十三年（818年）四月卒，追赠太子少保，谥曰宪。

## 延伸阅读
[在维基数据编辑]
 《舊唐書/卷154》，出自刘昫《舊唐書》
 《新唐書·卷162》，出自《新唐書》